# Skakalnica Dr. Stanko Stoporko
Skakalnica Dr. Stanko Stoporko är ett backhoppningskomplex i Mislinja, Slovenien. Backen var en del av världscupen i nordisk kombination 1999/2000 och båda tävlingarna vanns då av Christoph Bieler. Backen är planerad att vara en del av Grand Prix i backhoppning för kvinnor 2020. Hemmaklubb är SSK Mislinja, med hoppare som bland andra Jerneja Brecl.